# マルヤス機械
マルヤス機械株式会社（マルヤスきかい）は、日本の産業機械メーカー。ベルトコンベアやローラーコンベアなどの搬送省力機械を製造する。本社は長野県岡谷市にある。戦中は軍需産業、戦後はコンベア製造と業態を変えた。

## 沿革
1895年（明治28年）に安藤歳蔵が岡谷市にて前身となる安藤木工所を創業。
1938年（昭和13年）3月10日 に長野県岡谷市で満留安機械工業株式会社（まるやすきかいこうぎょう）として設立される。設立当初は製糸工場用の機械を製造していたという。片倉製糸の工場向けの仕事を請け負っていた。
1939年に東京工場を建設。しかし、1944年には東京工場を岡谷市へ疎開移転した。
1945年10月に社名をマルヤス産業株式会社（マルヤスさんぎょう）に変更する。1951年8月に自動車部品部門がマルヤス工業株式会社として分離した。マルヤス工業設立者の山田厳男は、セキソーの社長を兼ねていた。後にマルヤス工業は、防振ゴム・ブレーキチューブの大手メーカーとなっている。
1955年に倒産した庄司興業を救済する。1961年8月にはふたたび社名をマルヤス機械株式会社に変更した。
2012年に岡谷市で開かれた「ものづくりフェア2012」では、ベルトではなく磁石を使用した非接触式のコンベアの展示を行った。また、「国際食品工業展」 (FOOMA JAPAN) では、全自動でベルトコンベアを洗浄する機械「洗ベル君」を出品している。他にコンベアメーカーが出展していなかったため、注目を集めたという。
2019年5月に、長野県箕輪町に箕輪工場を新設。